# 侧脚
侧脚是宋代建筑术语，是指为了使建筑有较好的稳定性，宋《营造法式》规定外檐柱在前、后檐均“柱首微收向内，柱脚微出向外，每屋正面，随柱之长，每一尺侧脚一分，若侧面，每一尺即侧脚八厘；至角柱，其柱首相向，各依本法”即正面柱子的柱脚向外倾斜柱高的1/100，侧面倾斜8/1000，而角柱在正面、侧面两个方向，柱脚各按例倾斜的做法。